# Parma-kenguru

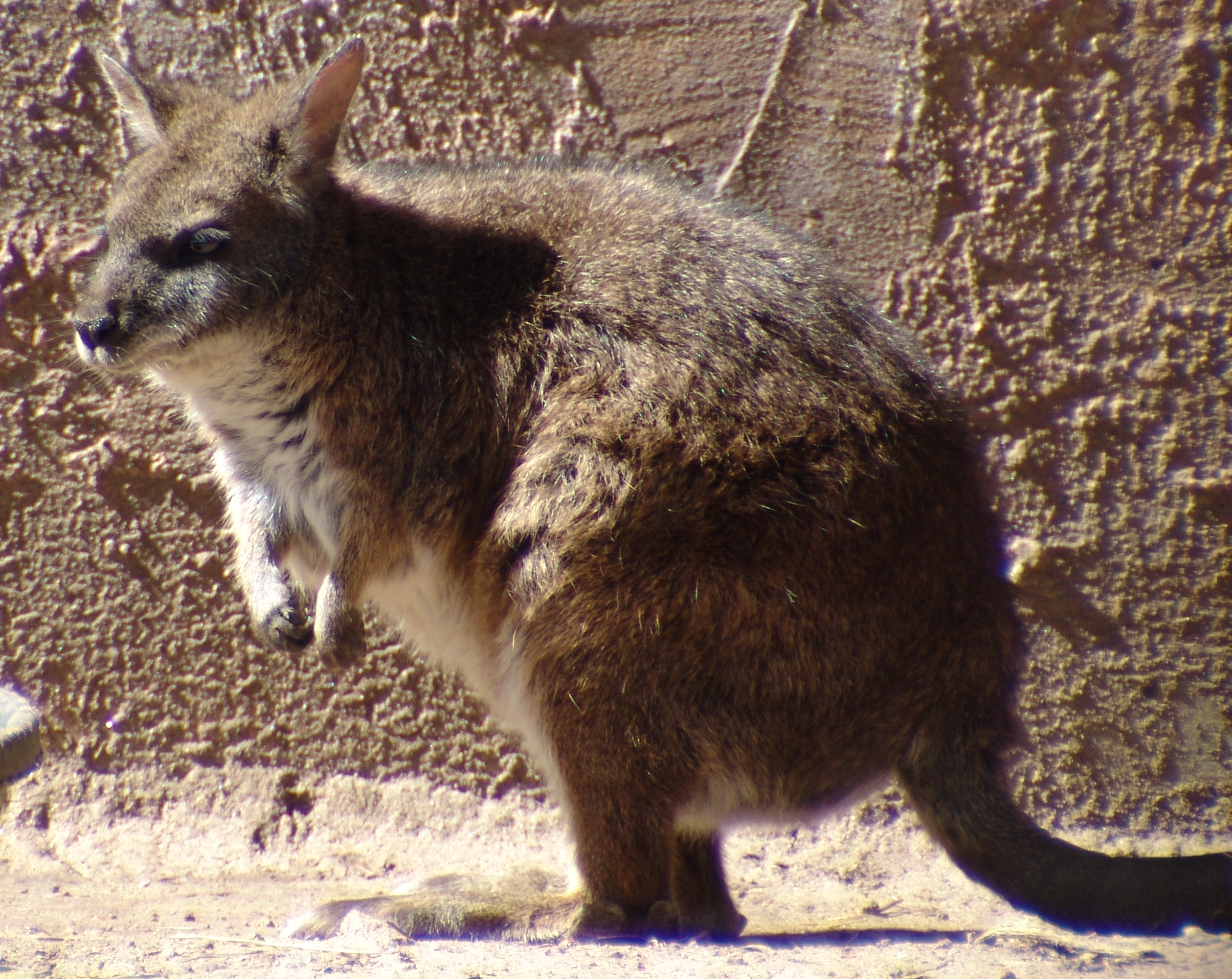

A Parma-kenguru, más néven fehérnyakú kenguru (Macropus parma) a kúszóerszényes-alakúak rendjébe, ezen belül a valódi kenguruk családjába tartozó kis termetű kengurufaj (wallaby). A fajt sokáig kihaltnak hitték, azonban az 1960-as években két populációját is felfedezték az ausztrál kontinens Új-Dél-Wales tartományában.

## Elnevezése, felfedezése
George Robert Waterhouse brit természettudós írta le és nevezte el 1846-ban. (Új-Dél-Wales déli partvidékének egyik legelső gazdasága az 1836-ban alapított Parma farm volt.)

## Előfordulása
A Parma-kenguru Ausztrália lakója, a Nagy-Vízválasztó-hegység keménylevelű, dús aljnövényzetű erdőségeiben él Új-Dél-Wales tartományban, de ritkán a száraz eukaliptuszerdőségekben és az esőerdőkben is találkozhatunk vele. Új-Zélandon régebben betelepítették a Kawau-szigetre, itt „fedezték fel” újra 1965-ben.

## Megjelenése
A Parma-kenguru a Macropus nem legkisebb képviselője. Tömege 3,2 – 5,8 kilogramm között mozog, hossza mintegy fél méter (dússzőrzetű, feketés farkával együtt a duplája). Szőre szürkésvörös, feje és háta inkább szürke, hasa vörösesbarna. Könnyen összetéveszthető a nagyon hasonló, bár zömökebb és rövidebb farkú vörösnyakú patkánykenguruval – feltehetően azért is hitték sokáig kihaltnak, mert a megfigyelt egyedeket ez utóbbi fajjal azonosították.

## Életmódja
A Parma-kenguru alapvetően magányosan éli életét, de jó körülmények között két-három egyed összeverődhet. Főleg éjszaka aktív, a nappalt a bozótban pihenve tölti. Különböző fűfélékkel táplálkozik. Veszély esetén gyorsan ugrálva menekül az aljnövényzetben kitaposott ösvényein. A kenguruk többségéhez hasonlóan a Parma-kenguruk is csendes állatok: sziszegéseket, halk morgást és kattogást hallatnak.

## Szaporodása
A nőstények előbb érik el az ivarérettséget, mint a hímek, de mindkét nem még kétéves kora előtt szaporodásképessé válik. Az udvarlás során a hím a nőstény farát tapogatja mellső lábaival, illetve összedörgölik a fejüket.
34 napnyi vemhességet követően a Parma-kenguru egyetlen utódot hoz a világra, ami a többi erszényeshez hasonlóan igen fejletlenül, alig fél grammos embrióként jön a világra, és az anyja által nyalogatással kijelölt úton azonnal az erszénybe mászik. Itt ráakaszkodik az egyik mellbimbóra, és folyamatosan szopik, amíg megnő, szeme kinyílik, szőre kinő. Ekkor már kinézeget az anyai erszényből, de miután elhagyta azt, még sokáig vissza-visszatér szopni.

## Védettsége
Az először 1840-ben leírt Parma-kengurut a 19. század végén kihaltnak nyilvánították. Nagy meglepetés érte a tudósokat, amikor 1965-ben az új-zélandi Kawau-szigeten a törpekenguruk (Macropus eugenii) vizsgálata közben ráakadtak a faj néhány képviselőjére. Ezeket igyekeztek is begyűjteni, hogy a fogságban szaporítsák őket. Még nagyobb szenzációt jelentett, hogy 1967-ben Ausztrália földjén is „felbukkant” a félénk Parma-kenguru. Sokáig még így is ritkának tekintették. A CITES 1975-ben az I. függelékbe vette fel, 1977-ben áthelyeztette a II.-ba, majd 1979-ben törölte a nyilvántartásából. Ma elsősorban az erdőirtás és a betelepített ragadozók fenyegetik.

## Rokonai
A Macropus nem 14 fajt számlál, ebből 8 wallaby a Notamacropus alnem tagja.